# Plecturocebus grovesi
Plecturocebus grovesi é uma espécie de macaco titi, um tipo de macaco do Novo Mundo, endêmico do Brasil. Foi descrito no município de Alta Floresta no estado de Mato Grosso. Seu nome popular é zogue-zogue de Mato Grosso, ou zogue-zogue de Alta Floresta.
Habita o Mato Grosso, na região entre os rios Juruena e Teles Pires. É adaptado para viver na copa das árvores, se movimento com auxilio de sua cauda preênsil, que se prende em galhos e troncos. Vive em grupos familiares, e tem hábitos diurnos. Consomem frutas e folhas, ajudando a dispersão de sementes.
Prevê-se que esta espécie perca até 86% do seu habitat florestal sob uma taxa típica de desflorestação, sendo assim classificada como Criticamente Ameaçada na Lista Vermelha da IUCN.

## Taxonomia e filogenia
O epíteto específico "grovesi" é em homenagem a Colin Groves, cientista britânico autoridade em taxonomia de primatas.
O animal havia sido avistado pela primeira vez em 2012. A descoberta da espécie ocorreu dois anos depois, em 2014, como parte do projeto “Marsupiais e pequenos roedores da Amazônia meridional: Uma reavaliação da diversidade taxonômica e genética do grupo em uma área integrante do arco de desmatamento no Brasil”, coordenada por professor da Universidade Federal de Mato Grosso (UFMT), com apoio da Fundação de Amparo à Pesquisa do Estado de Mato Grosso.  O holótipo foi coletado em maio de 2014, e depositado no Instituto Nacional de Pesquisas da Amazônia. O artigo que descreve a espécie foi ser publicado em 2019, após concluído o diagnóstico da espécie e análises moleculares que permitem entender seu parentesco com outras espécies.
De acordo com sua filogenia, é membro do "grupo moloch", clado da Amazônia Oriental que inclui a espécie Plecturocebus moloch. Dentro deste clado, P. grovesi é o táxon irmão do clado formado por P. moloch e P. vieirai. Pode ser distinguido de outras espécies do grupo P. moloch pela combinação de suas partes dorsais de coloração agouti, pelo ventre marrom-avermelhado brilhante, a cauda inteiramente preta com ponta branca e o pêlo amarelo claro nas bochechas.